# MPEG-3
MPEG-3 разрабатывался группой MPEG как стандарт кодирования аудио и видео для Телевидения высокой четкости (High-definition television), имеющего скорость передачи данных в диапазоне от 20 до 40 Мбит/с.
MPEG-3 начал разрабатываться приблизительно в то же время, что и MPEG-2. Однако вскоре выяснилось, что те же задачи может выполнять немного модифицированная версия стандарта MPEG-2. Вскоре после этого работа по стандарту MPEG-3 была прекращена.